# Пакет администратора для Internet Explorer
Пакет администратора для Internet Explorer (IEAK) — бесплатная программа корпорации Microsoft для разработчиков ПО, интернет-провайдеров, доставщиков контента и больших организаций, позволяющая создавать установочные пакеты Internet Explorer, развёртывать их и управлять для дальнейшего использования. Знания о IEAK проверяются на экзаменах Microsoft «Microsoft Certified Professional». IEAK является бесплатным аналогом Netscape Mission Control.

## Функции
IEAK используется организациями для настройки браузера, добавления расширений, изменения логотипа браузера и централизованного управления. IEAK включает в себя такие компоненты, как:
- Internet Explorer Customization Wizard, позволяющий настраивать браузер и создавать установочные пакеты с уже применёнными изменениями[4]
- IEAK Profile Manager, который позволяет создавать многопрофильные настройки IE. Любая настройка может быть применена к нужному распространяемому пакету[5]
- IEAK Toolkit, который предоставляет утилиты, простые скрипты и ресурсы, например, изображения BMP

## Версии
Первая версия IEAK была выпущена с Internet Explorer 3.